# Blades in the Dark
A Blades in the Dark egy asztali szerepjáték John Harpertől, amely Doskvol kitalált városában játszódik. A viktoriánus London és a gótikus fikció ihlette. A játékot 2015-ben a Kickstarteren finanszírozták, és 2017 elején tették közzé.

## Leírás
A Blades in the Dark alapbeállítása, a Doskvol, nagyjából a 19. századi technológiai szint urban fantasy-val kombinálva. Egy iparosodott világ az örökös éjszaka alatt. Egy ismeretlen katasztrófa a napot eltüntette, és a halottak kísérteteit áthozta az élők világába. A játékosok egy bűnszervezet tagjainak szerepét töltik be, mint például tolvajok, csempészek vagy egyes tiltott áruk kereskedői, és pénz, terület és hírhedtség megszerzésével törnek felfelé a bûnözõ alvilágban.

### Mechanikák
A játékos karaktereket széles archetípusok közül választják ki, mindegyiknek saját játékkönyve van. Minden archetípusnak saját listája van azokról az akciókról, amik tapasztalati pontot adnak, ezzel segítve a karakter fejlődését. Például a gépész/alkimista karakter, a Leech a kihívások technikai tudással való megoldásáért, míg a harcos Cutter archetípus erőszak, vagy fenyegetések alkalmazásáért kap plusz tapasztalati pontokat.
A játékosok egy közös legénység vagy bűnszervezet köré tömörülnek, saját karakterlappal. A legénység saját maga is fejlődik, a játékosok sikeres bűnözése, és az alvilágban való befolyás szerzése szerint. A legénység területet szerezhet, szintet léphet és különleges képességekre tehet szert. Ahogyan a játékos karaktereknek megvannak a kiváltó okai az előrelépéshez a karaktertípusuk szerinti játék alapján, a stáb is bátorítja a játékot az általuk közös bűnszervezet narratív archetípusának megfelelő stílusban.
Az alap mechanika a játékosok különböző akcióin alapulnak. Egy konfliktus megoldásakor a játékos annyi hatoldalú dobókockával dob, ahány a karakterének a helyzethez leginkább passzoló akciójának a szintje. Minden esetben a legnagyobb dobott érték határozza meg az akció sikerességét. Más játékokkal ellentétben a játékmester és a játékosok szerepei explicit módon vannak felosztva. Abban, hogy melyik akciót használja egy adott dobáshoz, a játékosé az utolsó szó. A játékmester feladata az adott helyzet felmérése domináns és elkeseredett közötti skálán. Az erősebb pozícióval a balsiker negatív mellékhatásai kisebbek.
A játék kihagyja a harci szimuláció aprólékos részleteit, ehelyett erősen játékos-szemléletű megközelítést alkalmaz. A sérülések általában a játékosokat a tetteik következményeként éri, és kevés hely jut a nem játékos karakterek mechanikus kezdeményezésére. Emiatt a játékmesternek nagyon ritkán kell kockákkal dobnia. A harc vagy bármely más feladat között nincs szigorú mechanikus különbségtétel. A rendszer összetettségét az akció kiválasztása, a helyzet felmérése, és az egyéb segítő vagy hátráltató körülmények - például a fegyverek vagy eszközök minősége - adják.
Más szerepjátékokhoz hasonlóan a karakterek tapasztalati pontok gyűjtésével fejlődnek. Ezek növelhetik az egyes akciók szintjeit, vagy teljesen új képességeket is adhatnak a karakternek. A játékban nincsenek életerő pontok, vagy bármilyen hasonló szám formula a sérülések ábrázolására, így a hagyományosabb szerepjátékokhoz képest a fejlődés horizontális - egy magasabb és alacsonyabb szintű karakter a képességeik számában különbözik, de azok erejében nem. Emellett a sérülékenységük sem nő az előrehaladással.
A stressz mechanika által tudnak a játékos karakterek ellenállni az őket érő kihívásoknak. A játékosok választhatják, hogy extra stresszért javítják a karakterük esélyeit kockadobáskor. Ez azonban limitált, a túl sok stressz egy traumához vezet, amiből ha hármat kap egy karakter, akkor végleg kikerül a játékhoz. A stressz csökkenthető a bűncselekmények közötti pihenési idő alatt a karakter rögeszméjének kiélésével. Ezek a megszállott vallásosságtól a kábítószerekig terjednek.

## Publikáció
A közösségi finanszírozási kampány 2015. március 9-én kezdődött, 7500 dolláros céllal. A projektet egy napon belül teljesen finanszírozták. A kampány egy hónapos időszaka alatt további huszonhárom extra célt sikerült teljesíteni, amelyek további karakter archetípusokból, kampány forrásokból és a rendszerből épített, más világokba áthelyezett, teljesen új játékokból állt. Amikor a kampány április 9-én véget ért, összesen 179 280 dollárt gyűjtött össze 3925 támogatótól.
A digitális változat korai hozzáférésű értékesítése 2016 elején indult, a végleges verzió pedig 2017. január 30-án jelent meg

## Forged in the Dark
A Creative Commons licenccel rendelkező rendszer referenciadokumentuma 2017 decemberében jelent meg, és lehetővé teszi az emberek számára a „Forged in the Dark” játékrendszer használatát más játékokhoz.Az Evil Hat Productions számos Forged in the Dark játékot adott ki, köztük a Band of Blades (John LeBoeuf-Little), a Scum and Villainy (John LeBoeuf-Little) és a Girl by Moonlight (Andrew Gillis). 2023 áprilisáig ay itch.io több mint 300 „Forged in the Dark” címkével ellátott terméket sorol fel, köztük a Beam Saber (Austin Ramsay), CBR+PNK (Emanoel Melo), Bloodstone (Matteo Sciutteri), Songs For The Dusk ( Kavita Poduri), és a Mutants in the Night (Orion D. Black).

## Televíziós adaptáció
2021-ben bejelentették, hogy az Egyesült Királyságbeli Warp Films produkciós cég fejlesztési szerződést írt alá John Harperrel a Blades in the Dark alapján készült televíziós sorozat elkészítésére. A Warp Films korábban elkészítette a Ez itt Anglia sorozatot és a Mindenki Jamie-ről beszél filmadaptációt is.

## Fogadtatás
- Az év Golden Geek RPG 2015-ös nyertese[13]
- Az év indie RPG 2016-os díja[14]
- Az év legjobb játékának és termékének járó 2018-as ENNIE-díj jelöltje[15]

## Fordítás
Ez a szócikk részben vagy egészben  a   Blades in the Dark című angol Wikipédia-szócikk ezen változatának fordításán alapul.  Az eredeti cikk szerkesztőit annak laptörténete sorolja fel. Ez a jelzés csupán a megfogalmazás eredetét és a szerzői jogokat jelzi, nem szolgál a cikkben szereplő információk forrásmegjelöléseként.